# Svenskt frikyrkolexikon
Svenskt frikyrkolexikon (SFL) är ett svenskt uppslagsverk om 1900- och 2000-talens kyrkosverige utgivet 2014, riktat mot såväl skolor och bibliotek som företag, myndigheter och privatpersoner.

## Historik
Idén till Svenskt Frikyrkolexikon föddes vid ett sammanträde i Rektorskonventet för de Fria Teologiska Seminarierna den 29 april 2005. Man ville skapa ett verk som beskriver den rörliga och dynamiska verkligheten i 1900- och 2000-talens kyrkosverige. Det skulle finnas fakta och personporträtt, särskilt då sådana som tidigare förbigåtts med tystnad. Frikyrkornas många kvinnor skulle till exempel prioriteras. Förebilden för lexikonarbetet var Nationalencyklopedin som huvudredaktören och flera andra i redaktionen jobbat för tidigare.

## Uppslagsverk
Huvudredaktör var professor Jan-Åke Alvarsson, Uppsala universitet, och det utgavs på Bokförlaget Atlantis.
Samfundsredaktörer var avseende: Evangeliska Fosterlands-Stiftelsen (EFS), docent Lars Olov Eriksson. Evangeliska Frikyrkan, teol dr Göran Janzon. Frälsningsarmén, kommendör Sven Nilsson. Metodistkyrkan, teol kand Nils Gustav Sahlin. Pingströrelsen, teol kand Magnus Wahlström. Sjundedags Adventistsamfundet, fil mag Yvonne Johansson-Öster. Svenska Baptistsamfundet, docent Torsten Bergsten . Svenska Missionskyrkan,  professor Sven Lundkvist,  teol dr Bertil Åhman. Artiklarna om Svenska Alliansmissionen har skrivits av docent Göran Åberg.